# شركة النقل الدار البيضاء-الرباط
شركة النقل الدار البيضاء-الرباط (بالفرنسية La Société de Transport Casa-Rabat )، تعرف اختصارا ب("STCR")، هي شركة نقل مغربية متخصصة في نقل الأفراد. قبل أن يتم تغيير اسمها إلى STCR في السبعينيات  ، كانت هذه الشركة تسمى "Transport Chenaf" عندما تم إنشاؤها في الخمسينيات من القرن العشرين، وسميت على اسم مؤسسها بختي شناف ، المولود في أواخر سبعينيات القرن التاسع عشر. بختي شناف كان من أوائل المغاربة الذين حصلوا على رخصة النقل .
تعد STCR اليوم واحدة من الشركات الرائدة في مجال نقل الأفراد ومشارك رئيسي في قطاع النقل الحضري والشبه حضري بالمغرب. يقع المقر الرئيسي للشركة في المنطقة الصناعية بالدار البيضاء. المجموعة لا تزال تحت سيطرة عائلة شناف حتى اليوم.
لدى STCR الآن أكثر من 400 موظف وتدير ما يقرب من 600 مركبة. بعد إعادة الرسملة في عام 2016 ، ارتفع رأسمال الشركة إلى 26 مليون درهم مغربي. في نفس العام ، بلغ حجم مبيعات هذه الشركة حوالي 375 مليون درهم (مايعادل 40 مليون دولار أمريكي) وذلك على الرغم من تباطؤ النشاط مع دخول العديد من الوافدين الجدد إلى سوق النقل بالمغرب.